# Glee/グリー (シーズン4)
『glee/グリー』のシーズン4は2012年4月9日に制作が決定したフォックス放送のミュージカルコメディドラマシリーズである。初回はアメリカ合衆国で2012年9月13日に放送された。制作は20世紀フォックステレビジョン、ライアン・マーフィー・テレビジョンとブラッド・ファルチャック・テレビジョンで製作総指揮にダンテ・ディ・ロレートと番組のクリエーターのライアン・マーフィー、ブラッド・ファルチャック、イアン・ブレナンが務める。
番組の舞台はオハイオ州ライマにある架空のウィリアム・マッキンリー高校のグリー部である。シーズン4ではシーズン3で卒業した生徒にも視野を当てており、特にニューヨーク市にある架空のニューヨーク・アカデミー・オブ・ザ・ドラマティック・アーツ  (NYADA)も舞台となる。第一話では、グリー部の顧問ウィル・シュースター (マシュー・モリソン)、チア部のコーチスー・シルベスター (ジェーン・リンチ)、グリー部のメンバーのアーティー・エイブラムス (ケヴィン・マクヘイル)、ブレイン・アンダーソン (ダレン・クリス)、ティナ・コーエン＝チャン (ジェナ・アウシュコウィッツ)とブリトニー・S・ピアース (ヘザー・モリス)と卒業したレイチェル・ベリー (リア・ミシェル)、マイク・チャン (ハリー・シャム・ジュニア)、フィン・ハドソン (コリー・モンティス)、カート・ハメル (クリス・コルファー)、メルセデス・ジョーンズ (アンバー・ライリー)、サンタナ・ロペス (ナヤ・リヴェラ)とノア・パック・パッカーマン (マーク・サリング)の計14人のキャストがシーズン3から継続して主演扱いとなっている。シーズン3では助演扱いだったサム・エヴァンス (コード・オーバーストリート)は今シーズンから主演扱いとなる。
クイン・ファブレイを演じるディアナ・アグロンは他の卒業生同様、シーズン3より出演数は少なくなる。進路カウンセラーのエマ・ピルズバリーを演じるジェイマ・メイズはゲスト出演扱いとなる。

## エピソード
| 通算 話数 | シーズン 話数 | 日本語題 原題                                      | 監督                         | 脚本                                      | 初放送日       | 製作 番号 | 合衆国 視聴者数 （百万人） |
| --------- | ------------- | -------------------------------------------------- | ---------------------------- | ----------------------------------------- | -------------- | --------- | -------------------------- |
| 67        | 1             | "舞台はニューヨークへ!" "The New Rachel"           | ブラッド・ファルチャック     | ライアン・マーフィー                      | 2012年9月13日  | 4ARC01    | 7.41                       |
| 68        | 2             | "ブリトニー・スピアーズ 2.0" "Britney 2.0"         | アルフォンソ・ゴメス＝レホン | ブラッド・ファルチャック                  | 2012年9月20日  | 4ARC02    | 7.46                       |
| 69        | 3             | "華麗なる変身" "Makeover"                          | エリック・ストルツ           | イアン・ブレナン                          | 2012年9月27日  | 4ARC03    | 5.79                       |
| 70        | 4             | "涙の別れ" "The Break-Up"                          | アルフォンソ・ゴメス＝レホン | ライアン・マーフィー                      | 2012年10月4日  | 4ARC04    | 6.07                       |
| 71        | 5             | "主役は渡さない!" "The Role You Were Born to Play" | ブラッド・ファルチャック     | マイケル・ヒッチコック                    | 2012年11月8日  | 4ARC05    | 5.68                       |
| 72        | 6             | "グリー部のグリース" "Glease"                      | マイケル・アッペンダール     | ロベルト・アギーレ＝サカサ                | 2012年11月15日 | 4ARC06    | 5.22                       |
| 73        | 7             | "ウォーブラースの陰謀" "Dynamic Duets"             | イアン・ブレナン             | イアン・ブレナン                          | 2012年11月22日 | 4ARC07    | 4.62                       |
| 74        | 8             | "母校に帰ろう!" "Thanksgiving"                     | ブラッドリー・ビューカー     | ラッセル・フレンド & ギャレット・ラーナー | 2012年11月29日 | 4ARC08    | 5.39                       |
| 75        | 9             | "勝負の時" "Swan Song"                             | ブラッド・ファルチャック     | ステイシー・トラウブ                      | 2012年12月6日  | 4ARC09    | 5.43                       |
| 76        | 10            | "クリスマスに贈る物語" "Glee, Actually"            | アダム・シャンクマン         | マシュー・ホジソン                        | 2012年12月13日 | 4ARC10    | 5.26                       |
| 77        | 11            | "肉食系女子の恋愛事情" "Sadie Hawkins"             | ブラッドリー・ベッカー       | ロス・マックスウェル                      | 2013年1月24日  | 4ARC11    | 6.79                       |
| 78        | 12            | "ヌードに挑戦" "Naked"                             | イアン・ブレナン             | ライアン・マーフィー                      | 2013年1月31日  | 4ARC12    | 5.48                       |
| 79        | 13            | "真夜中の決闘" "Diva"                              | パリス・バークレイ           | ブラッド・ファルチャック                  | 2013年2月7日   | 4ARC13    | 6.03                       |
| 80        | 14            | "シュー先生の結婚式" "I Do"                        | ブラッド・ファルチャック     | イアン・ブレナン                          | 2013年2月14日  | 4ARC14    | 5.13                       |
| 81        | 15            | "映画音楽対抗戦" "Girls (and Boys) On Film"        | イアン・ブレナン             | マイケル・ヒッチコック                    | 2013年3月7日   | 4ARC15    | 6.72                       |
| 82        | 16            | "歌って解決" "Feud"                                | ブラッドリー・ビューカー     | ロベルト・アギーレ＝サカサ                | 2013年3月14日  | 4ARC16    | 5.37                       |
| 83        | 17            | "どうしても止められない!" "Guilty Pleasures"       | エリック・ストルツ           | ラッセル・フレンド & ギャレット・ラーナー | 2013年3月21日  | 4ARC17    | 5.91                       |
| 84        | 18            | "最後に伝える言葉" "Shooting Star"                 | ブラッドリー・ビューカー     | マシュー・ホジソン                        | 2013年4月11日  | 4ARC18    | 6.67                       |
| 85        | 19            | "夢に向かって" "Sweet Dreams"                      | エロディ・キーン             | ロス・マクスウェル                        | 2013年4月18日  | 4ARC19    | 6.14                       |
| 86        | 20            | "大停電" "Lights Out"                              | パリス・バークレイ           | ライアン・マーフィー                      | 2013年4月25日  | 4ARC20    | 5.24                       |
| 87        | 21            | "一歩を踏み出す勇気" "Wonder-ful"                  | ウェンディ・スタンツラー     | ブラッド・ファルチャック                  | 2013年5月2日   | 4ARC21    | 5.19                       |
| 88        | 22            | "幸せへ向かって" "All or Nothing"                  | ブラッドリー・ビューカー     | イアン・ブレナン                          | 2013年5月9日   | 4ARC22    | 5.92                       |